# 刈屋武昭
刈屋 武昭（かりや たけあき、1944年 - ）は、日本の経済学者・統計学者・計量経済学者・金融工学者・リスクマネジメント学者。学位は、Ph.D.（ミネソタ大学統計学・1975年）・理学博士（九州大学・1982年）。一橋大学名誉教授、米国Institute of Mathematical Statisticsフェロー。一橋大学経済研究所教授、京都大学金融工学研究センター長、明治大学大学院グローバル・ビジネス研究科長、城西国際大学国際ビジネス・アドミニストレーション研究科教授、名古屋商科大学・企業マネジメント研究科教授を歴任。

## 来歴
1944年（昭和19年）生まれ、静岡県浜松市出身。浜松市立県居小学校で国学者賀茂真淵の生き方に感銘を受ける。静岡県立浜松北高等学校、1968年一橋大学経済学部卒業。一橋大学大学院経済学研究科修了。指導教官は、荒憲治郎、磯野修、鍋谷清治。ヒルドレス・ミネソタ大学経済学部教授推薦により1975年にミネソタ大学統計学博士課程修了（フルブライト旅費留学生）。指導教授は、Morris Eaton(umen.edu)ミネソタ大学名誉教授（元米国数理統計学会誌エディター）。
1975年一橋大学経済研究所講師、助教授、教授を経て1998年、みずほ（興銀）第一フィナンシャルテクノロジー株式会社設立時に研究理事に就任。その後、1997年ロバート・マートンとマイロン・ショールズがノーベル賞を受賞された折、日本に金融工学関係の教育をする大学はなく、大蔵省は、急遽1999-2000年に東大、東工大、京大、一橋大の4大学にポストを付けた。2000年、京都大学経済研究所から招聘され金融工学研究センター長・教授となる。その後、明治大学大学院グローバル・ビジネス研究科長・教授。城西国際大学国際アドミニストレーション研究科特任教授。名古屋商科大学・ビジネススクール教授。2008年より一橋大学名誉教授。
指導学生に一橋大学院で、程嶋次郎（名古屋商科大学教授）、福地純一郎（学習院大学教授）、桑名陽一（一橋大学准教授）、倉田博史（東京大学教授）。神薗健次（長崎大学教授）。その後、明治大学大学院理工学研究科では土居英一（博士（学術））、八丁地園子（博士（学術）、元藤田観光常務取締役）など、ポスドク学生にモントリオール大学教授のMartin Bilodeauがいる。

## 学会創立
日本の大学に金融・経営・社会などの科目・専門分野（教授ポスト）としてほとんど存在していなかったリスク科学分野で、その遅れを取り戻すべく、産学官の知を結集・共有・学習・進化させる仕組みとして、文部省の大学の枠組みから離れて、社会のニーズに対応した学会を創ることにした、という。実際、ラトガース大学（87）やシカゴ大学（90-91）での客員教授のとき、米国の金融市場や制度、先物・オプション理論など数理ファイナンスの領域の発展状況を認識し、国際的な研究蓄積が進み、研究の競争も激化しているさなか、一橋大学三浦良造教授と斯波恒正教授らの協力を得て、1993年日本金融・証券計量・工学学会（ジャフィー）を創設することを決意したという。それゆえ、最初から学会の国際化を目指して、出版社Kluwer（現Springer）社と交渉し、1994年に国際雑誌Asia-Pacific Financial Markets を出版（現在ABDCジャーナルランキングではC）。90年の中ごろから民間の学会員が論文を出版し、大学の教員ポストに就く人も増加していった。
その後、2000年日本不動産金融工学学会（ジャレフ）設立、2004年日本保険・年金リスク学会（ジャリップ）、をそれぞれ設立し、旗振り役として初代会長となる（本人の弁）。このような学会設立・学習・研究活動を通して、当人は自己の専門領域を金融・証券・不動産・保険から経営・リスクマネジメントへとスムーズに拡大していった、と聞く。日本不動産金融工学学会の設立は川口有一郎（同学会第二代会長）から持ちかけられたものだったことを明かしている。
他方、彼は明治大学で、2007年 – 日本価値創造ＥＲＭ学会 (javcerm.org) （ジャブサーム）を創立した。 ERMはエンタープライズ・リスクマネジメントの略。その国際的背景は、エンロンの崩壊後、2002年米国企業改革法（Sarbanes =Oxley法、SOX法）が成立し、内部統制の議論を発展させたCOSOのERM報告書がでて、企業経営のパラダイムシフトが起きていた。SOX法では、米国の株式市場に上場している企業は、その国籍を問わず子会社も含めてSOX法の規制に従うことを求めていた。この流れに対応して、日本でもいわゆるJSOX法も法制化されていく流れの中で、三菱総合研究所が経済産業省から「事業リスクマネジメント・テキスト開発」プロジェクト（2003-2004）を受託した時、彼は京大時代、その委員長として米国の状況の調査をし、開発グループはコンファランスや模擬授業を繰り返して、三菱総合研究所藤田正幸氏など多くの協力者と一緒に、最終的にテキストを開発した。このテキストは、考え方とテクニカルな方法のほか、ケース・スタディのなかでのリスク識別・分析・リスク情報の共有と具体的なリスク対応法を記述した。彼は、米国での調査や研究から、新しい経営思考としてリスク思考法をとり、バーニーなどのSWOT概念の戦略論をリスクベースなものに転換していった。それを2004年に創設された明治大学ビジネススクールの教育の場で実践し、2007年に産学官を中心としたJAVCERM学会を創り、価値創造ERM の情報・知識・研究を社会的に共有できることを可能にした。さらに、（独）経済産業研究所の委託研究「無形資産プロジェクト」の中では、経営プロセス自体が無形資産であり、組織精神性（理念・倫理・文化）を資産認識し、経営プロセスとの整合性を経営対象とすることの重要性を説く。

### 学歴
- 1963年 静岡県立浜松北高等学校卒業[8]
- 1968年 一橋大学経済学部卒業（卒論景気循環論）
- 1970年 一橋大学大学院経済学研究科修士課程修了（計量経済学専攻）
- 1971年 一橋大学大学院経済学研究科博士課程退学
- 1975年  ミネソタ大学大学院統計学研究科博士課程修了、Ph.D.（統計学）
- 1982年 九州大学より理学博士の学位を取得[9]

### 職歴
- 1975年 一橋大学経済研究所 講師
- 1978年 一橋大学経済研究所 助教授
- 1979年 ロンドン・スクール・オブ・エコノミックス客員教授（1979.9～1980.6）
- 1980年 ピッツバーグ大学数学統計学部客員教授（1980.7～1981.8）
- 1985年 一橋大学経済研究所 教授
- 1987年 ラトガース大学統計学客員教授（1988.1～1988.5）
- 1990年 シカゴ大学ビジネススクール大学院客員教授(1990.8～1991.8)
- 1997年 ラトガース大学統計学客員教授(1997.1～1997.5)
- 1998年 みずほ（興銀）第一フィナンシャルテクノロジー株式会社 研究理事
- 2000年 京都大学経済研究所 教授、附属金融工学研究 センター長、興銀第一フィナンシャルテクノロジー研究理事
- 2004年 京都大学経済研究所東京分室 客員教授（2008年まで）
- 2004年 明治大学ビジネススクール 教授、明治大学大学院グローバル・ビジネス研究科長
- 2007年 明治大学理工学部・明治大学大学院先端数理科学研究科現象数理学専攻 教授 兼任
- 2015年 城西国際大学国際アドミニストレーション研究科特任教授
- 2018年 名古屋商科大学経営大学院教授　2023年退職
- 2008年 一橋大学 名誉教授

### 付随職歴・客員職
- 日本銀行調査統計局計量分析係講師　（1982-86）
- 経済企画庁経済研究所客員主任研究官（1984.7～1986.7）
- 日本銀行金融研究所客員研究官（1986.9～1987.12）
- メアリーランド大学客員教授（1990.4～1990.5）
- グエルフ大学ワインガード特別招聘教授（1993.3～1993.4）
- ケンブリッジ大学アイザック・ニュートン研究所客員研究員（1995.4）
- コロンビア大学客員研究員（1998.3～1998.4）
- みずほ第一フィナンシャルテクノロジー　研究顧問（2000.4－2013.9）
- (独)経済産業研究所ファキュリティフェロー（2004.6－2006.3）
- 京都大学経済研究所客員教授（2004.4-2008.3）
- オーストラリア国立大学金融数理センターアフィリエートメンバー(Australian National University, Centre for Financial Mathematics)　1993－2002

### 研究特記事項
統計学者世界ランキング(1980～1986) では、数理統計学会誌Annals of Statistics 24位、９学術雑誌 総合 41位　ランキング掲載雑誌 Econometric Theory, 4,1-34（P.C.B.Phillips, et al (1988) , Worldwide Institutional and Individual Rankings in Statistical Theory by Journal Publications over the Period 1980-1986 on JSTOR)　なお、一人当たり統計学論文の大学ランキングでは、一橋大学が世界2位となっている。

### 主な民間、官庁関係の委員長、コンサル、調査、委託研究
- 2007年 財務省・財務総合研究所　40年国債を発行するための｢金利モデル｣研究会委員長投資家と納税者にとってフェアとなる理論価格推定
- 2005-2006年 経済産業省委託・三菱総合研究所受託『事業リスクマネジメントーテキスト』開発事業の研究会委員長
- 2002-2003年 気象庁からのみずほフィナンシャルテクノロジー社受託『企業の天候リスクと中長期予報の活用に関する調査2002年』『天候リスクマネジメントへのアンサンブル予報の活用に関する調査2003年』気象庁委託報告書の研究会委員長
- 1986-1989年 経済企画庁経済研究所　「合理的期待形成と為替分析」企画庁経済計量モデルに合理的期待変数を導入した経済予測モデルの構築1986-89
- 1993-2023年 内閣府景気統計部　景気動向研究会委員1993-現在
- 1979年 山一証券研究所（YRI）の吉野俊彦理事長（元日銀理事）のもとで一緒にミクロ変数をベースに景気指標YRIインデクスを作成。東洋経済統計月報に記載（1997年まで）。
- 1988年 新日本証券と一緒にインデックスプラスアルファ型の投資信託を構築、太陽投信から販売。
- 2005年 「無形資産(知的資本)価値評価」ﾌﾟﾛｼﾞｪｸﾄ2005-2006　(独) 経済産業省経済産業研究所からの委託研究。05j019.pdf (rieti.go.jp)
- 2008年 野村総合研究所委託研究「価値創造ERMと無形資産」　itf_200804_2.pdf (nri.com)
- 独立行政法人日本学術振興会グローバルCOEプログラム審査委員等も歴任。

## 受賞歴
- 1979年 財団法人松永財団研究奨励賞
- 1986年 Fellow of Institute of Mathematical Statistics
- 1999年 日本統計学会賞（第4回）[10]
- 2006年 一般社団法人日本不動産協会賞（翻訳）[11]
- 2007年 日本金融・証券計量・工学学会賞
- 2015年 ジャフィー論文賞実証部門[12]
- 2018年 資産評価政策学会著作賞
- 2019年 日本不動産金融工学学会賞

## 著書

### 主要単著
- Takeaki Kariya (1993) Quantitative Methods for Portfolio Analysis, Kluwer Academic Publishers (Springer), Boston.
- Takeaki Kariya (1985) Testing in the Multivariate General Linear Model. Kinokuniya, Japan
- 『不動産金融工学とは何か―リアルオプション経営と日本再生』東洋経済新報社 2003年。ISBN 978-4492653159
- 『金融工学とは何かーリスクから考える』 岩波新書 2000年
- 『信用リスク分析の基礎－保険リスクのプライシング』 東洋経済新報社 1999年
- 『金融工学の基礎』東洋経済新報社 1997年
- 『債券計量分析の基礎と応用』 東洋経済新報社 1995年
- 『計量経済分析法の新展開』 岩波書店 1994年
- 『ポートフォリオ計量分析の基礎』　東洋経済新報社　1990年
- 『計量経済分析の考え方と実際』 東洋経済新報社　1986年
- 『回帰分析の理論』 岩波書店　1979年

### 主要共著書、編著書
- Takeaki Kariya and Yoshiro Yamamura. Empirically Effective Government and Corporate Bond Pricing Models - Yield Curves and Default Curves, Springer, 2025
- Takeaki Kariya and Hiroshi Kurata. Generalized Least Squares, John Wiley, London, 2004
- Takeaki Kariya and Regena Liu  Asset Pricing. Springer, 2003
- Takeaki Kariya and Bimal K.Sinha.The Robustness of Statistical Tests.　Academic Press, New York, 1988
- （小林・清水）『賃貸・分譲住宅の価格分析法の考え方と実際』 プログレス社 2017年
- （刈屋・山村他）『商業用不動産施設の戦略的経営』 プログレス社 2015年
- （勝浦正樹）『統計学（第2版）』 東洋経済新報社 2015年
- （前川・矢島）『経済時系列分析ハンドブック』 朝倉書店 2008年
- 刈屋編著『天候リスクの戦略的経営』朝倉書店 2005年
- 刈屋編著『ブランド評価と価値創造－モデルの比較と経営戦略への適応－』 日経広告研究所 2005年
- （田中勝人、矢島美寛、竹内啓）　『経済時系列の統計学』岩波書店 2003年。ISBN 978-4000068482。
- 堺屋太一、刈屋武昭、植草一秀『あるべき金融』東洋経済新報社 2003年。ISBN 978-4492653340。
- 今野浩・刈屋武昭・木島正明共編 『金融工学事典』 朝倉書店 2003年
- 刈屋監修・山本著『リアルオプション』 東洋経済新報社 2001年
- （照井伸彦）『非線形経済時系列分析法とその応用』 岩波書店 1997 年
- （佃・丸）『日本の株価変動』 東洋経済新報社 1989年
- （深尾他）『合理的予想インフレ・為替変動分析』 有斐閣 1987年
- （溝口敏行）『経済時系列分析入門』 日本経済新聞社 1983年

### 監訳書
- フィッシャー著不動産経済研究所訳『収益不動産の分析』東洋経済新報社 2008年
- ウェザーヘッド著『企業価値創造の不動産戦略』 東洋経済新報社 2005年
- ウォーカー他『戦略的事業リスク経営―ﾉｰﾘｽｸ･ﾉｰﾏﾈｼﾞﾒﾝﾄ』東洋経済新報社 2004年
- バートン他『収益を作る戦略的リスクマネジメント』　東洋経済新報社 2003年
- ローグ、ラダー著『年金学入門』 きんざい 2000年

## 論文

### 統計学・計量経済学関係
- Takeaki Kariya, Hiroshi Kurata, and Takaki Hayashi “A modelling framework for regression with collinearity,” Journal of Statistical Planning and Inference, 228, 95-115, 2024.(open access)
- Takeaki Kariya and Hiroshi Kurata, “A maximal extension of the Gauss-Markov  Theorem and its nonlinear version,”  Journal of Multivariate Analysis, 83, 37-55, 2002.
- Takeaki Kariya, Yoshihiko Konno and William E. Strawderman, “Construction of improved estimators in the regression coefficient matrix for the GMANOVA model. Communications in Statistics, 28, 597-611,1999.
- Takeaki Kariya, Ruey Tsay, Nobuhiko Terui and Hong Li, “Tests for multi-normality with application to time series,” Communications in Statistics, 28, 519-536,1999.
- Hiroshi Kurata and Takeaki Kariya, “LUB for the covariance matrix of a GLSE in regression with applications to an SUR model and a heteroscedastic model,” Annals of Statistics 24, 1547-1559, 1996.
- Takeaki Kariya, Yoshihiko Konno, and William Strawderman, ”Double shrinkage minimax estimators in the GMANOVA model,”　Journal of Multivariate Analysis. 56,  245-258, 1996.
- Takeaki Kariya and Edward I. George, “Locally best invariant tests for multivariate normality in curved families and Mardias’s test,”. Sankhya Ser. A, 57, 440–451,1995.
- Martin Bilodeau and Takeaki Kariya,  “LBI tests of independence in bivariate exponential distributions,” Annals of Institute of Statistical Mathematics 46, 127-136, 1994.
- Takeaki Kariya and Arthur Cohen, “On the invariance structure of the one-sided testing problem　μ＝0　vs　μ>0　in　Np(μ, Σ),”   Statistical Sinica, 2, 221-236, 1992.
- Takeaki Kariya and Yasuyuki Toyooka, “Uniform bounds for approximations to the pdf's and cdf's of GLSP and GLSE,”　Journal of Statistical Planning and Inference, 30, 212-222,1992.
- Yoichi Kuwana and Takeaki Kariya, “LBI tests for multivariate normality in exponential power distributions,” Journal of Multivariate Analysis, 39, 117- 134, 1991.
- Takeaki Kariya, “Equivariant estimation with an ancillary statistic,” Annals of Statistics, 17, 2, 920-928, 1989.
- Martin Bilodeau and Takeaki Kariya, “Minimax estimators in the Normal MANOVA model,”　Journal of Multivariate Analysis, 28, 2, 260-270, 1989.
- Takeaki Kariya, Giri, N.C. and Perron, F. “Equivariant estimation of a mean vector μ of  with ,” Journal of Multivariate Analysis, 27, 1, 270-283, 1988.
- Takeaki Kariya, “The class of models for which the Durbin-Watson test is equally valid,”　International Economic Review, 29s, 167-175, 1988.
- Takeaki Kariya, Yasunori Fujikoshi and Krishnaiah, P.R. “On tests for Selection of variables and independence under multivariate regression models,” Journal of Multivariate Analysis, 21, 207-237, 1987.
- Takeaki Kariya and Bimal K. Sinha, “Optimality Robustness of tests in two population problems,” Journal of Statistical Planning and Inference, 15, 167-176, 1987.
- Seiji Nabeya and Takeaki Kariya, “Transformations preserving normality and Wishart-ness,”　Journal of Multivariate Analysis, 20, 251-264, 1986.
- Yasuyuki Toyooka and Takeaki Kariya,  “An approach to upper bound problems  for risks of the GLSE's,”  Annals of Statistics, 14, 679-690, 1986.
- Takeaki Kariya and Chen, F.J. Wu, “On the non-singularity of principal submatrices of a random orthogonal matrix,” Journal of Statistical Planning and Inference, 12, 353-357, 1985.
- Takeaki Kariya and Bimal K. Sinha, “Nonnull and optimality robustness of  some tests,”　Annals of Statistics, 13, 1182-1197, 1985.
- Takeaki Kariya, “A nonlinear version of the Gauss-Markov theorem,” Journal of American Statistical Association, 80, 476-477, 1985.
- Takeaki Kariya, Yasunori Fujikoshi and Krishnaiah, P.R., “Tests for independence of two multivariate regression equations with different design matrices,” Journal of Multivariate Analysis, 15, 383-407, 1984.
- Takeaki Kariya, Bimal K. Sinha and Subramanyam, K., “Berkson's problem – Revisited,” Sankhya, A, 408-415, 1984.
- Morris L. Eaton and Takeaki Kariya, “A condition for null robustness," Journal of Multivariate Analysis, 14, 155-168,1984.
- Morris L. Eaton and Takeaki Kariya, “Multivariate tests with incomplete data,”　Annals of Statistics, 11, 654-665, 1983.
- Takeaki Kariya, “The non-unbiasedness of the Wu test,”  Economic Studies Quarterly, 34, 179-184, 1983.
- Takeaki Kariya and Koichi Maekawa, “A method for approximations to the pdf's and cdf's of GLSE's and its application to the seemingly unrelated regression model,”　Annals of Institute of Statistical Mathematics, 34, 281-297, 1982.
- Takeaki Kariya  “Bounds for the covariance matrices of Zellner's estimator in the SUR model and 2SAE in a heteroscedastic model,” Journal of American Statistical Association, 76, 975-979, 1981.
- Takeaki Kariya, “Robustness of multivariate tests,”   Annals of Statistics, 9, 1267-1275, 1981.
- Takeaki Kariya,  “Tests for the independence between two seemingly unrelated regression equations,”　Annals of Statistics, 9, 381-390, 1981.
- Takeaki Kariya,  “A robustness property of Hotelling's  -test,” Annals of Statistics, 9, 211-214, 1981.
- Takeaki Kariya, “Locally robust test for serial correlation in least squares regression,”　Annals of Statistics, 8, 1065-1070, 1980.
- Takeaki Kariya, “Note on a condition for equality of sample variances in a linear model,”　Journal of American Statistical Association, 75, 701-703, 1980.
- Takeaki Kariya and Mitsuyo Kanazawa, “A locally most powerful invariant test for the equality of means associated with covariate discriminant analysis,” Journal of Multivariate Analysis, 8, 134-140, 1978.
- Takeaki Kariya, “The general MANOVA problem,” Annals of Statistics, 6, 200-214, 1978.
- Takeaki Kariya and Morris L. Eaton,  “Robust tests for spherical symmetry,”  Annals of Statistics, 5 ,206-215, 1977.
- Takeaki Kariya  “A robustness property of the tests for serial correlation,”　Annals of Statistics, 5, 1212-1220, 1977.

### 金融工学・不動産分析・リアルオプション・リスクマネジメント関係
- Takeaki Kariya, Hideyuki Takada, and Yoshiro Yamamura “Tenant Portfolio Selection for Managing a Shopping Center,” International Real Estate Review, Vol.26 No.2, 143-171, 2023.
- Takeaki Kariya, Yoshiro Yamamura, and Kouji Inui “Empirical Credit Risk Ratings of Individual Corporate Bonds and Derivation of Term Structures of Default Probabilities,” Journal of Risk and Financial Management, 12, 124(1-29), 2019.
- Takeaki Kariya and Sonoko Hacchoji “Optimal combinations of character of a superior and his/her subordinate in view of transforming business-front Information into Value,” Journal of Contemporary Management, 71-91, 2017.
- Takeaki Kariya, Yoko Tanokura, Hideyuki Takada, and Yoshiro Yamamura. “Measuring Credit Risk of Individual Corporate Bonds in US Energy Sector,” Asia-Paciﬁc Financial Markets 23: 229–62, 2016.
- Takeaki Kariya, Yoshiro Yamamura, and Z. Wang. “Empirically eﬀective bond pricing model for USGBs and analysis on term structures of implied interest rates financial crisis,’” Communications in Statistics --Theory and Methods 45: 1580–1606, 2016.
- Takeaki Kariya, Yoshiro Yamamura, Yoko Tanokura, and Zhu Wang. “Credit risk analysis on Euro Government bonds–term structures of default probabilities,” Asia-Paciﬁc Financial Markets 22: 397–427, 2015.
- Takeaki Kariya, “A CB (corporate bond) pricing model for deriving default probabilities and recovery rates,” Advances in Modern Statistical Theory and Applications: A Festschrift in honor of Morris L. Eaton. Institute of Mathematical Statistics, 2013.
- Takeaki Kariya, Jingsui Wang, Zhu Wang, Eiichi Doi, and Yoshiro Yamamura, “Empirically Effective Bond Pricing Model and Analysis on Term Structures of Implied Interest Rates in Financial Crisis,” Asia-Pacific Financial Markets  Springer  19, 321-350, 2012.
- Takeaki Kariya, Fumiaki Ushiyama, and Stanley Pliska, “A three-factor model for mortgage-backed securities,”  Managerial Finance, 37, 1068-1087, 2011.
- Takeaki Kariya,” Weather risk swap valuation,” Managerial Finance, 37, 995-1010, 2011.
- Kenji Kamizono, Takeaki Kariya, Regina Liu and Y.Nakatsuma, “A New Control Variate Estimator for Asian Option,”  Asia-Pacific Financial Market 11, 143-160, 2005.
- Takeaki Kariya, Yasuyuki Kato, T. Uchiyama and T. Suwabe, “Tenant Management and Lease Valuation for Retail Property: A Real Option Approach,”  International Real Estate Review, Vol.8 No.1,44-82, 2002.
- Takeaki Kariya and Masaaki Kobayashi,  “Pricing Mortgage-Backed Securities (MBS); A model Describing the Burnout Effect,”  Asia-Pacific Financial Markets, 7, 189-204, 2000.
- Takeaki Kariya and Hiroshi, “CB-Time Dependent Markov Model for Pricing  Convertible Bonds,” Asia-Pacific Financial Markets. 7, 239-259, 2000.
- Takeaki Kariya and Hiroshi Tsuda, “Prediction of individual bond prices via the TDM model,”　Modelling and Prediction (ed. by J.C. Lee, W.O. Johnson and A. Zellner), Springer, 350-363.
- Kamizono, K. and Kariya, “An implementation of the Heath, Jarrow and Morton model with applications to Japanese futures data,” Financial Engineering and the Japanese Markets 3, 151-170, 1996.
- Takeaki Kariya, Yoshihiko Tsukuda, Junko Maru, Yumiko Matsue, and Omaki, K. “An extensive analysis on the Japanese Markets via S.Taylor's model,” Financial Engineering and the Japanese Markets 2, 15-87, 1995.

### 主要和文論文
- 「日本のリスクー日本の政治・官僚・経営システムが誘発する短期主義」日本保険・年金リスク学会機関誌　『JARIP Bulletin』　Vol.7、 No.2、2023 日本保険・年金リスク学会（JARIP）
- （小林祐樹）「賃貸・分譲住宅の価格ヘドニック実証分析の展望」ジャレフジャーナル（日本不動産金融工学学会誌）Vol 11, 2019年 ジャーナル
- 「企業文化の有効性と経営者責任の法制化―神戸製鋼所の事例を中心に－」日本保険年金リスク学会誌 Vol 9, 2017年 日本保険・年金リスク学会（JARIP）
- 「ディフュージョンインデックスと質的データ」『経済時系列分析ハンドブック』350-365、2012年　ISBN：978-4-254-29015-8　C3050  経済時系列分析ハンドブック
- 「現在価値分析とCambell-Shillerモデル」『経済時系列分析ハンドブック』　523-536、2012年　ISBN：978-4-254-29015-8　C3050
- 「金利の期間構造モデル」『経済時系列分析ハンドブック』頁570-584、2012年11月
- Tee Kian Heng・刈屋武昭「気温時系列モデルとリスクマネジメント」『経済時系列分析ハンドブック』頁６４７－６６３ 2012年　ISBN：978-4-254-29015-8　C3050
- 刈屋武昭「環境時系列分析：リサイクル事業分析例」『経済時系列分析ハンドブック』頁６７７－６８９、2012年　ISBN：978-4-254-29015-8　C3050
- 刈屋武昭「「合理的」行動とは何かー行動ファイナンスへの考察」『行動ファイナンスから読み解く個人向け投資サービスのあり方』資本市場研究選書No.8、２－２２、野村資本市場研究所　2011年 CiNii 図書 - 行動ファイナンスから読み解く個人向け投資サービスのあり方
- 刈屋武昭「金融危機と今後の金融システムの動向」　『日本大学経済科学研究所紀要』2010年 日本大学経済学部経済科学研究所研究会 【第170回】2009年10月28日 日本大学経済学部「金融公共経済学科」開設記念講演 金融危機と今後の金融システムの動向
- 刈屋武昭「価値創造ERMと企業の組織精神性資産-プロセスの人的要素の重要性」『監査研究』日本内部監査協会2009年12月号　月刊監査研究｜一般社団法人日本内部監査協会 (iiajapan.com)
- 刈屋武昭「品格ある企業の価値創造と地球サステナビリティ―組織精神性資産の戦略化―」『証券アナリストジャーナル』2009年,　2月号 4702.pdf (saa.or.jp)
- 刈屋武昭「『日本人』が幸福になるための強固で賢い小国のすすめーグローバリゼーションと国家精神性資産」日経広告研究所・日本経済新聞社編『経済マイスターによる知力講座』日本経済新聞社　2008年　ISBN 978-4-532-64078-1 『経済マイスターによる知力講座』 | 日経広告研究所 (nikkei-koken.gr.jp)
- 刈屋武昭・宮崎勇気・馬渡一浩・岩澤英輝・川北英隆「日本でも進むERM経営とトップランナー企業（座談会）」『証券アナリストジャーナル』2008年4月号 4604.pdf (saa.or.jp)
- 刈屋武昭「価値創造の事業リスクマネジメント」『住友経営テクノロジーﾌｫｰﾗﾑ3』住友経営テクノロジーﾌｫｰﾗﾑ出版　2008年 C住友経営テクノロジー・フォーラム
- Tee Kian Heng、刈屋武昭 「ARCH型分散変動モデルによる北海道ガスと三井住友海上火災保険の冬季気温リスク・スワップの検証」『ジャフィージャーナル』2008年3月
- 「包括的価値創造ERMの構造・無形資産保有構造と内部統制の有効性」 野村総研委託研究（2007）
- 「社債データによる業種・格付別倒産確率の期間構造と回収率の推定」『広島大学経済論集』３１-１　2007年
- 「エンタープライズ・リスクマネジメント（ＥＲＭ）への展望ー日本社会での確率概念の受容から需要へ」『日本統計学会誌』　３７－１　2007年9月 エンタープライズ・リスクマネジメント(ERM)への展望 : 日本社会での確率概念の受容から需要へ(<特集1>日本統計学会75周年記念特集(I))
- 「企業の価値創造経営プロセスと無形資産―CERM・ROIAMアプローチ」（独）経済産業研究所HP　2006年 RIETI - 企業の価値創造経営プロセスと無形資産－CERM・ROIAMアプローチ
- 「無形資産の理解の枠組みと情報開示問題」（独）経済産業研究所ディスカッションペーパー、RIETI - 無形資産の理解の枠組みと情報開示問題2005年　05j019.pdf (rieti.go.jp)
- 「商業用店舗賃貸不動産の価値評価　テナント・マネジメントとリアルオプション」 『ジャレフジャーナル2003』　東洋経済新報社4-492-71159-7
- 「銀行と保険の統合ポートフォリオの有効性：金融と保険の合流」『ジャフィージャーナル2001』東洋経済新報社　金融工学の新展開（ジャフィー・ジャーナル2001）
- 「確定給付年金の制度リスク管理」『計測と制御』 (関根賢二氏と) 2000年7月号
- 「金融工学から見た統計学の必要性と有用性」　『日本統計学会誌』2000年, 30巻, 291-296
- 「21世紀の金融と金融工学」 『証券アナリストジャーナル』2000年1月号
- 「米国モーゲージ証券の価格評価法」『資産流動化研究』資産流動化研究所(小林正明氏と共著)1999
- 「国際分散投資によるリスクヘッジ法」『リスク管理と金融証券投資戦略法ジャフィージャーナル1998』東洋経済新聞社　1998
- 「時間依存型マルコフモデルによる転換社債モデル」  『リスク管理と金融証券投資戦略』(1998) ジャフィージャーナル(津田博史氏と共著)
- 「計量経済モデル分析法のサイアンテｨフｨｯクアート」『ＥＰＡ』(1998.9)
- 「ルーカス教授の業績と期待形成学派」（1996）『数学セミナー』２月号
- 「ＢＩＳ市場リスク管理規制が日本の金融システムを変える」（1995）　『金融ビジネス』１月号
- 「株価・為替レート時系列変動の長期依存性の検証」（1992）『一橋論叢』 108巻 939-946．（勝浦正樹氏と共著）
- 「サーベイ調査における欠測値モデルの基礎」（1991）『統計調査』総務庁
- 「地域経済動向ＭＴＶ連関分析」（1990）『経済研究』41巻
- 「基準化正規ＣＰ指数と日銀『短観』判断データによる景気分析」（1989） 『経済研究』 40巻
- 「Stock=Watsonのモデル論的景気分析法 」『景気とサイクル』1986
- 「非線形分散変動モデルによる日次週次為替レート分析」（1988）　（松江由美子氏と共著）『金融研究』日本銀行
- 「経済現象における因果の考え方と検証可能性」（翁邦雄氏と共著）『経済研究』 38巻
- 「計量経済モデルへの合理的予測形成仮説の導入とインフレ・為替分析への応用」 (1986)『経済分析  105号』経済企画庁
- 「合理的メディアン予測と非線形モデルへの応用」（1986）『現代経済学の新展開』 有斐閣
- 「景気動向指数採用系列における「景気」とＭＴＶモデルによる景気予測」(1986)  『景気観測資料の体系的整備に関する調査』統計研究会